# Elisabeth Schmid (Prähistorikerin)
Elisabeth Friedeburg Schmid (* 17. Juli 1912 in Freiburg im Breisgau; † 27. März 1994 in Basel) war eine deutsch-schweizerische Prähistorikerin, Geologin und Paläontologin und erste ordentliche Professorin für Ur- und Frühgeschichte in der Schweiz.

## Leben
Elisabeth Schmid war das vierte Kind des Schulrektors Eugen Schmid (1877–1965) und dessen Frau Antonie „Toni“ Schmid (1886–1975), geborene Arnold. Ihr ältester Bruder Hans (* 1909) wurde Ingenieur, Bruder Karl Eugen (* 1911) Internist, der andere Bruder war der Maler und Restaurator Manfred A. Schmid (1911–2009).
Sie studierte auf Anregung ihres Gymnasiallehrers, des Geologen Robert Lais, an der Universität Freiburg Geologie, Paläontologie und Urgeschichte. Nach der Promotion 1937 bei Wolfgang Soergel zu dem Thema Variationsstatistische Untersuchungen am Gebiß pleistozäner und rezenter Leoparden und anderer Feliden ging sie 1938 nach Bonn und anschließend nach Köln zu Walter von Stokar. 1944 wurde sie mit Lais und Georg Kraft zum Volkssturm eingezogen. Nach deren Tod übernahm sie kommissarisch kurzzeitig das Amt als Leiterin des Landesamtes für Ur- und Frühgeschichte in Südbaden. Sie habilitierte sich 1949 in Freiburg und 1951 in Basel mit dem Thema Beiträge zur Klärung der Funktion naturwissenschaftlicher Untersuchungen in der Urgeschichtswissenschaft und lehrte danach an beiden Universitäten. Es folgten umfangreiche Forschungen, unter anderem Grabungen am Isteiner Klotz und am Mont Ventoux, insbesondere zur Frage der Feuersteingewinnung in prähistorischer Zeit. Mit Rudolf Laur-Belart richtete sie ein Labor zur Sediment- und Schneckenanalyse sowie Osteologie ein.
1955 vertrat sie den vakanten Lehrstuhl in Freiburg, doch als Nachfolger wurde Edward Sangmeister berufen. Sie übernahm 1960 eine außerordentliche Professur in Basel, wo sie 1972 zur ordentlichen Professorin und Vorsteherin des Seminars für Ur- und Frühgeschichte berufen wurde. Von 1961 bis 1969 war sie an Ausgrabungen in Augusta Raurica beteiligt, hier vor allem zur Erforschung von Tierknochen. 1975/76 war sie die erste weibliche Dekanin der Universität Basel. Sie war eine Wegbereiterin der Paläobiologie und der Paläozoologie, 1980 stiftete sie einen Osteologiefonds. Nach ihrer Emeritierung 1982 forschte sie noch zum Löwenmenschen vom Hohlenstein weiter.
Schmid blieb ledig. Sie wurde 1968 in Basel eingebürgert. Ihr Nachlass befindet sich im Staatsarchiv Basel-Stadt.

## Veröffentlichungen (Auswahl)
- Tierknochenfunde als Schlüssel zur Geschichte der Wirtschaft, der Ernährung, des Handwerks und des sozialen Lebens in Augusta Raurica. Augst 1989.
- Zusammen mit Susanne Haas: Urgeschichte Europas. Führer zur Ausstellung. Museum für Völkerkunde und Schweizerisches Museum für Volkskunde Basel ca. 1984.
- Atlas of animal bones. For prehistorians, archaeologists and quaternary geologists. Amsterdam 1972.
- Höhlenforschung und Sedimentanalyse. Ein Beitrag zur Datierung des Alpinen Paläolithikums. Basel 1958.
- Von den Sedimenten der Salzofenhöhle. Wien 1957.
- Beiträge zur Klärung der Funktion naturwissenschaftlicher Untersuchungen in der Urgeschichtswissenschaft. O.O. 1949.
- Über einen Leopardenfund von Taubach. Stuttgart 1949.
- Variationsstatistische Untersuchungen am Gebiß pleistozäner und rezenter Leoparden und anderen Feliden. Leipzig 1940 (Dissertation).